# カヴリアーゴ
カヴリアーゴ（伊: Cavriago）は、イタリア共和国エミリア＝ロマーニャ州レッジョ・エミリア県にある、人口約9,900人の基礎自治体（コムーネ）。

## 地理

### 位置・広がり

#### 隣接コムーネ
隣接するコムーネは以下の通り。
- ビッビアーノ
- レッジョ・エミーリア

### 気候分類・地震分類
カヴリアーゴにおけるイタリアの気候分類 (it) および度日は、zona E, 2555 GGである。
また、イタリアの地震リスク階級 (it) では、zona 3 (sismicità bassa) に分類される。

## 姉妹都市
- ベンデル、沿ドニエストル 1971年